# Eurodryas bicolor
Eurodryas bicolor är en fjärilsart som beskrevs av Vorbrodt 1928. Eurodryas bicolor ingår i släktet Eurodryas och familjen praktfjärilar. Inga underarter finns listade i Catalogue of Life.